# Sarah Gronert
Sarah Gronert (* 6. Juli 1986 in Linnich) ist eine deutsche Tennisspielerin.

## Karriere
Gronert trat ab 2008 bei ITF-Turnieren an. Ihren letzten Auftritt auf der Damentour hatte sie im März 2016 bei einem ITF-Turnier in Antalya. Sie scheiterte dort, wie schon im Frühjahr 2015 bei ihren drei Turniereinsätzen davor, bereits in der Qualifikation.

## Turniersiege

### Einzel
| Nr. | Datum           | Turnier         | Kategorie   | Belag             | Finalgegnerin      | Ergebnis        |
| --- | --------------- | --------------- | ----------- | ----------------- | ------------------ | --------------- |
| 1.  | 25. Januar 2009 | Kaarst          | ITF $10.000 | Teppich (Halle)   | Irina Kuzmina      | 2:6, 6:4, 7:5   |
| 2.  | 7. März 2009    | Ra’anana        | ITF $10.000 | Hartplatz         | Davinia Lobbinger  | 6:0, 6:1        |
| 3.  | 19. Juli 2009   | Darmstadt       | ITF $25.000 | Sand              | Zuzana Kučová      | 6:1, 6:1        |
| 4.  | 16. August 2009 | Versmold        | ITF $10.000 | Sand              | Darija Jurak       | 6:3, 3:6, 7:65  |
| 5.  | 17. Januar 2010 | Glasgow         | ITF $10.000 | Hartplatz (Halle) | Julia Babilon      | 2:6, 6:2, 6:1   |
| 6.  | 30. Januar 2011 | Kaarst          | ITF $10.000 | Teppich (Halle)   | Anna Zaja          | 6:74, 7:65, 6:3 |
| 7.  | 24. Juli 2011   | Wrexham         | ITF $25.000 | Hartplatz         | Lenka Wienerová    | 6:4, 6:4        |
| 8.  | 5. Februar 2012 | Sunderland      | ITF $25.000 | Hartplatz (Halle) | Annika Beck        | 3:6, 6:3, 6:3   |
| 9.  | 21. Juli 2012   | Woking-Foxhills | ITF $25.000 | Hartplatz         | Diāna Marcinkēviča | 6:2, 6:3        |

### Doppel
| Nr. | Datum        | Turnier  | Kategorie   | Belag     | Partnerin    | Finalgegnerinnen                 | Ergebnis |
| --- | ------------ | -------- | ----------- | --------- | ------------ | -------------------------------- | -------- |
| 1.  | 6. März 2009 | Ra’anana | ITF $10.000 | Hartplatz | Keren Shlomo | Lucia Kovarčíková Zuzana Linhová | 7:5, 7:5 |

## Persönliches
Gronert kam als Hermaphrodit, das heißt mit den Merkmalen beider Geschlechter zur Welt. In ihrer Geburtsurkunde ist das weibliche Geschlecht vermerkt. Als sie sich 2008 im Karriereaufwind befunden hatte, hegten Konkurrentinnen Zweifel ob ihres Geschlechtes und es kam zu schweren Beleidigungen und Anfeindungen. Diese trafen Sarah Gronert nach eigenen Angaben so schwer, dass sie zwischenzeitig überlegte ihre Karriere aufzugeben. Deshalb sah sie sich veranlasst, ein Testat der Universitätsklinik Aachen vorzulegen, in dem das weibliche Geschlecht bestätigt wurde. Zudem werde jede Anzweiflung des Geschlechts von Sarah Gronert inzwischen juristisch verfolgt.